# Їзера
Їзера (чеськ. Jizera, пол. Izera, нім. Iser) — річка в Чехії та найбільший потік на території Ліберецького краю. Це найбільша права притока середньої Ельби. Довжина річки 164,6 км, площа водозбору 2193,4 км². У верхній течії розташований Їзерський торф'яний природний заповідник.

## Ім'я
На честь цієї річки були названі Їзерські гори, саме слово має давнє, можливо, кельтське походження. Основою слова є корінь *is- з суфіксом -(i)r- , так є однокореневе давньоіндійське isirás (жорстокий, швидкий, свіжий, сильний). Назва цього кельтського походження має низку назв річок в інших європейських країнах, спочатку населених кельтами (Ізар у Баварії або Ізер у Нідерландах). Назва згадується як Гізера ще в 1297 році.

## Хід течії
Витікає в Їзерських горах на південно-східному схилі гори Смрк, на висоті близько 980 м, потім тече через Велику Їзерську полонину (Національний природний заповідник Рашелініште Їзера, чеськ. Rašeliniště Jizera), утворюючи чесько-польський кордон протягом приблизно 15 км. Спочатку цей кордон повинен був складати все її верхів'я, але після постійних і дуже наполегливих прикордонних суперечок у 1537—1845 роках про те, який з багатьох струмків на Смереці правильний, державний кордон був визначений арбітражною комісією як двічі ламана пряма від сідловини між Смерекою та Смерекою за Великою Їзерською лукою.
Далі протікає через Krkonošský národní park, Podkrkonoší, а потім перетинає хребет Єштед-Козак. Весь цей час річка має проливний характер, до Турнова ділянки зі значним перепадом і кам'янистим руслом чергуються з більш спокійними ділянками. Менший лівий рукав у Турнові називається Мала Єзера. Від Турнова Єзера тече по відкритій місцевості, де має досить пологий схил. Через 164 км річка впадає в Лабу під Каранами (саме гирло розташоване вже на кадастровій території Lázně Toušeň, між Брандісом над Лабою і Челаковіце).

## Притоки Їзери
- Ліві — Mumlava, Huťský potok, Jizerka, Olšina, Oleška, Chuchelský potok, Mlýnský potok, Zbytský potok, Vrátský potok, Široký potok, Stebenka, Libuňka, Modřišický potok, Žehrovka, Nedbalka, Veselka, Popelka, Kněžmostka, Klenice
- Праві — Jizerka, Hrádecký potok, Jílovecký potok, Záskalský potok, Kamenice, Žernovník, Huntířovský potok, Vranský potok, Frýdštejnský potok, Vazovecký potok, Čtveřínský potok, Příšovka, Pěnčínský potok, Mohelka, Zábrdka, Bělá, Čistý potok, Strenický potok, Bezenský potok, Zdětínský potok.

## Населені пункти на Їзері
Яблонець над Їзерою, Семіли, Железни Брод, Турнов, Мніхово Градіштє, Баков-над-Їзероу, Млада Болеслав, Бенятки над Їзерою

## Важливість
- Пункт збору поверхневих вод у кадастрі муніципалітету Сойовіце для штучної інфільтрації
- Їзера є важливим водотоком, це річка для форелі, також використовується для катання на човнах. Оскільки вона займає 1-2 місце за рівнем чистоти, вона в першу чергу служить джерелом питної води, з неї черпають воду очисні споруди в Бенятки над Їзерою[cs] та Sojovice. Водоочисна станція в Каранах, поблизу Єзери та її впадіння в Ельбу, є одним із джерел питної води для Праги.

## Млини
Млини в порядку течії річки:
- Млин Пернер (чеськ. Mlýn Perner) — Svijany, округ Ліберець
- Водяний млин у Долні Ситові (чеськ. Vodní mlýn v Dolní Sytové) — Dolní Sytová, округ Семіли, культурна пам'ятка
- Рієгрів млин (чеськ. Riegrův mlýn) — Семіли, округ Семіли